# بيل وليامز (لاعب كرة قدم بريطاني)
بيل وليامز (بالإنجليزية: Bill Williams)‏ (7 أكتوبر 1960 في المملكة المتحدة - ) هو لاعب كرة قدم بريطاني في مركز الدفاع. لعب مع ستوكبورت كونتي ومانشستر سيتي ونادي روتشديل.